# Le Premier Bonheur du jour
Le Premier Bonheur du Jour é o segundo álbum de estúdio da cantora popular francesa Françoise Hardy, lançado em 1963. Como muitos dos primeiros álbuns de Hardy, foi publicado sem título, somente com o nome da cantora. Porém, coloquialmente, o disco adquiriu o título de Le Premier Bonheur du jour, devido à canção de mesmo nome, que obteve grande sucesso. No Reino Unido, o álbum recebeu o título de In Vogue (Pye Records, 1964).
A banda brasileira Os Mutantes realizou um cover da canção "Le Premier Bonheur du jour" no seu álbum de estreia de 1968, Os Mutantes. "Le Premier Bonheur du jour" está presente também no ábum Dream a Little Dream de Pink Martini e The von Trapps, de 2014.

## Faixas
Exceto onde anotado, todas as letras e músicas escritas por Françoise Hardy.
1. "Le Premier Bonheur du jour" – 1:53
Letra: Franck Gérald
Música: Jean Renard
2. "Va pas prendre un tambour" – 2:50
Letra: Maurice Vidalin
Música: Jacques Dutronc
3. "Saurai-je?" – 2:05
4. "Toi je ne t'oublierai pas" – 2:24
Letra: André Salvet and Claude Carrère
Música: Jean-Pierre Bourtayre
5. "Avant de t'en aller" – 1:57
Título original: "Think About It"
Letra e música: Paul Anka
Primeira interpretação: Paul Anka, 1963
Adaptação francesa: Françoise Hardy
6. "Comme tant d'autres" – 2:35
7. "J'aurais voulu" – 2:10
8. "Nous tous" – 1:43
9. "L'Amour d'un garçon" – 2:10
Título original: "The Love of a Boy"
Letras: Hal David
Música: Burt Bacharach
Primeira interpretação: Timi Yuro, 1962[3]
Adaptação francesa: Françoise Hardy
10. "Le sais-tu ?" – 1:44
11. "L'Amour ne dure pas toujours" – 1:45
12. "On dit de lui" – 2:42’’
Título original: "It's Gonna Take Me Some Time"
Letra e música de: Christopher, Sterling, Temkin
Primeira interpretação: Connie Francis, 1962[4]
Adaptação francesa: Françoise Hardy[5]